# Bridge goulash
Le bridge goulash (ou goulasch) est une variante du bridge classique qui se joue en partie libre.

## Principe
Lorsque les quatre joueurs se sont mis d'accord pour disputer une partie de bridge goulash, les règles (non écrites) en sont les suivantes : on commence par une donne normale. Cette donne ne sera jouée que si la manche est demandée ou si une annonce définitive est contrée.
On peut également jouer au bridge goulash lors d'une partie libre normale et que tous les joueurs ont passé.
Si ces conditions ne sont pas remplies, les joueurs, qui ont eu l'obligation de classer leurs cartes par couleur, mais dans un ordre indifférent aussi bien pour la valeur des cartes que des couleurs, reposent sur la table leurs jeux les uns sur les autres dans un ordre également indifférent. Le donneur (qui est celui qui a distribué la donne non jouée) coupe le jeu une ou deux fois, et il fait couper une fois son adversaire de droite. Il distribue ensuite les cartes en trois tours, par cinq,  quatre ou trois cartes à chaque fois.

## Le jeu
Les cartes ainsi distribuées donnent généralement de longues séquences de couleurs. Il n'est pas rare qu'un joueur recueille sept, huit ou neuf cartes d'une même couleur, avec des chicanes ou des singletons dans le reste de son jeu, ce qui suppose que son partenaire et ses adversaires aient, eux aussi, des séquences de couleurs surprenantes.
De ce fait, les annonces au bridge goulash ne peuvent que difficilement tenir compte des règles classiques. Les annonces de barrage, souvent à un niveau élevé, sont fréquentes, et le jeu lui-même doit prendre en compte les aléas probables de la distribution.
Ainsi que l'expliquent Pierre Constant et Roger Trézel, « le bridge goulasch ne constitue pas une variété amusante, passionnante même, et d'ailleurs difficile, du bridge ordinaire. C'est un autre jeu ».